# Waiting 4U Tour
Waiting 4U Tour fue una gira de conciertos coprotagonizada por el cantante australiano Cody Simpson y el éxito de Internet, Greyson Chance. La gira fue lanzado para promover el primer EP de Simpson 4U (2010), y para generar interés y publicidad hacia Greyson Chance. Ambos cantantes anunciaron la gira el 10 de marzo de 2011, durante un chat en vivo con los fanes en Ustream.

## Lista de canciones

### Repertorio de Greyson Chance
1. Heart Like Stone
2. Light Up the Dark
3. Fire
4. Paparazzi
5. Empire State of Mind
6. Unfriend You
7. Waiting Outside the Lines

### Repertorio de Cody Simpson
1. Round of Applause
2. iYiYi
3. Don't Cry Your Heart Out
4. Not Just You
5. I Found You
6. All Day

## Fechas del tour
| Estados Unidos      |                       |                          |
| 19 de abril de 2011 | Ivins, Utah           | Dixie Convention Center  |
| 11 de abril de 2011 | Denver                | Gothic                   |
| 13 de abril de 2011 | Minneapolis           | Cedar Cultural Center    |
| 14 de abril de 2011 | St. Louis             | The Pageant              |
| 15 de abril de 2011 | Chicago               | House of Blues           |
| 16 de abril de 2011 | Milwaukee             | The Rave II              |
| 17 de abril de 2011 | Detroit               | Royal Oak                |
| 19 de abril de 2011 | Cleveland             | House of Blues           |
| 20 de abril de 2011 | Lancaster             | The Chameleon Club       |
| 21 de abril de 2011 | Westbury (Nueva York) | NYCB Theatre at Westbury |
| 22 de abril de 2011 | Hampton Beach         | Hampton Beach Casino     |
| 23 de abril de 2011 | Boston                | Showcase Live            |
| 25 de abril de 2011 | West Chester          | The Note                 |
| 26 de abril de 2011 | Nueva York (EE. UU.)  | Irving Plaza             |
| 27 de abril de 2011 | Nueva York (EE. UU.)  | The Gramercy Theatre     |
| 28 de abril de 2011 | Washington D. C.      | Sixth@I                  |
| 1 de mayo de 2011   | Fort Lauderdale       | Culture Room             |
| 3 de mayo de 2011   | Orlando               | House of Blues           |
| 4 de mayo de 2011   | Atlanta               | Center Stage             |
| 6 de mayo de 2011   | Houston               | Bronze Peacock           |
| 8 de mayo de 2011   | Dallas                | Cambridge Room           |
| 10 de mayo de 2011  | Phoenix               | Nile Theater             |
| 11 de mayo de 2011  | Los Ángeles           | House of Blues           |
| 14 de mayo de 2011  | Anaheim               | House of Blues           |
| 15 de mayo de 2011  | San Francisco         | Slims                    |
| 17 de mayo de 2011  | Seattle               | Showbox at the market    |
| 18 de mayo de 2011  | Portland              | Roseland                 |